# Рябово (Новгородская область)
Рябово — деревня в Холмском районе Новгородской области, входит в Тогодское сельское поселение. Площадь земель относящихся к деревне — 1 га.
Деревня расположена на юге Новгородской области, на реке Большой Тудер, на высоте 100 м над уровнем моря, к северу от деревни Борок.

## История
В списке населённых мест Демянского уезда Новгородской губернии за 1909 год деревня Рябово (Ворошилово) указана как относящаяся к Велильской волости уезда (1 стана 3 земельного участка). Население деревни, что была тогда на земле Алексинского сельского общества, — 46 жителей: мужчин — 20, женщин — 26, число жилых строений — 6.
До 31 июля 1927 года деревня в составе Велильской волости Демянского уезда Новгородской губернии РСФСР, а затем с 1 августа в составе Аполецкого сельсовета новообразованного Молвотицкого района Новгородского округа Ленинградской области. По постановлению ЦИК и СНК СССР от 23 июля 1930 года Новгородский округ был упразднён, а район перешёл в прямое подчинение Леноблисполкому. С 6 сентября 1941 года до 1942…1943 гг. Молвотицкий район был оккупирован немецко-фашистскими войсками. Указом Президиума Верховного Совета РСФСР от 19 февраля 1944 года райцентр Молвотицкого района был перенесён из села Молвотицы в село Марёво. Указом Президиума Верховного Совета СССР от 5 июля 1944 года была образована Новгородская область и Молвотицкий район вошёл в её состав.
Во время неудавшейся всесоюзной реформы по делению на сельские и промышленные районы и парторганизации, в соответствии с решениями ноябрьского (1962 года) пленума ЦК КПСС «о перестройке партийного руководства народным хозяйством» с 10 декабря 1962 года были образованы, в числе прочих, крупные Демянский и Холмский сельские районы, а 1 февраля 1963 года административный Молвотицкий район был упразднён. Аполецкий сельсовет тогда вошёл в состав Холмского сельского района. Пленум ЦК КПСС, состоявшийся 16 ноября 1964 года восстановил прежний принцип партийного руководства народным хозяйством, после чего Указом Верховного Совета РСФСР от 12 января 1965 года сельские районы были преобразованы вновь в административные районы и решением Новгородского облисполкома № 6 от 14 января 1965 года и Аполецкий сельсовет и деревня в Холмском районе. Решением Новгородского облисполкома № 300 от 25 августа 1983 года центр Аполецкого сельсовета из деревни Аполец был перенесён в деревню Тогодь переданную из Каменского сельсовета.
По результатам муниципальной реформы деревня входит в состав муниципального образования — Тогодское сельское поселение Холмского муниципального района (местное самоуправление), по административно-территориальному устройству подчинена администрации Тогодского сельского поселения Холмского района